# Papyrus 43
Papyrus 43 (Gregory-Aland), mærket med {\displaystyle {\mathfrak {P}}}43, er et tidlig skrift fra Det Nye Testamente på Græsk. Det er et papyrus manuskript fra Johannes Åbenbaringen. Det indeholder Åb 2:12-13; 15:8-16:2. Manuskriptet er via dets Palæografi er blevet anslået til at stamme fra det 6. eller 7. århundrede. 
Det bliver opbevaret på British Library (Inv. 2241) i London.